# Терешин, Сергей Яковлевич
Сергей Яковлевич Терешин (1863—1921) — российский физик.

## Биография
По окончании курса во втором реальном училище, в 1881 году, сдал при 7-й гимназии экзамен на аттестат зрелости и поступил на физико-математический факультет Санкт-Петербургского университета. По окончании курса в 1886 году со степенью кандидата, был оставлен при университете для приготовления к профессорской деятельности и два года работал за границей в физических лабораториях Гейдельберга и Страсбурга.
В 1889 году поступил лаборантом в Санкт-Петербургский технологический институт, в котором в 1895 году получил место штатного преподавателя. С 1890 по 1899 год вел практические занятия по физике в институте инженеров путей сообщения. С 1895 года состоял профессором Санкт-Петербургских высших женских курсов.
В 1898 году за диссертацию «К вопросу о зависимости лучеиспускания от температуры», удостоен степени магистра физики. В 1900 году назначен профессором Императорской военно-медицинской академии по кафедре физики. Работал на Бестужевских курсах.

## Труды
Кроме диссертации, напечатал:
- «Опыт измерения температуры и внешней теплопроводности проволок, нагреваемых электрическим током» («Известия Технологического института», 1893),
- «О формуле Лоренца» (ib., 1897);
- «Наблюдения над охлаждением проволоки, нагретой гальваническим током, и способ определения теплоемкости по скорости охлаждения»;
- «Die Dielectricitätsconstanten einiger organischen Flüssigkeiten» («Wiedemanns Annalen», 1889);
- «Ueber electrische Fortführung bei Flüssigkeiten»